# 街坊工友服務處
街坊工友服務處（英語：Neighbourhood and Worker's Service Centre），簡稱街工，為一個香港民主派的政黨和新界西地區的社區與勞工綜合服務組織，其意識形態派別為民主派。
街工現時在香港立法會及香港區議會並沒有任何議席。現任主席為盧藝賢。其總部自1985年起設於新界葵涌葵芳邨葵仁樓地下7號，是少數將核心設在公共屋邨的政治團體，隨著梁耀忠辭去立法會議席，及其區議會議席遭到裭奪後，該單位已交還房屋署，並於2021年遷往葵涌大連排道的金龍工業中心。
作為一個地區服務組織，街工旗下設有再培訓教育中心、荃灣教育中心、荃灣豪輝綜合服務中心、勞工（工會）事務組及社區事務組。

## 歷史

### 新青學社改組
街工緣起1970年代中末期，香港的基層工友普遍缺乏基礎教育，難以出頭；再者因為當時學界的關心社會之風熾熱。故此不少熱心而受過高等教育的年青人，便投身工人教育的行列，開辦工人夜校。
1975年，在香港大學畢業的著名民運份子劉山青，有見新界荃灣的基層勞工眾多，而這些基層工友普遍只有小學程度教育，甚至不識字，故此便在該區設立了「新青學社」。除了教導青年的勞工讀書之外，同時更教授他們關心社會、關心社區的社會意識課程，從而令工人運動萌芽。當時在新青學社任教的，除了劉山青外，亦有今日的立法會議員梁耀忠、著名電影工作者岑建勳及中原地產創辦人施永青等等。
後來劉山青在1980年代初，因為在廣東廣州援助被捕國內民運份子王希哲等，而被中共方面判處反革命罪，而工人學校亦因為港府此時大力提倡官辦而結束，新青學社導師梁耀忠等，便提倡工人社區化等口號，適時葵芳邨、葵興邨多座廉租屋大廈爆發「建築偷工減料」事件，梁耀忠便率領兩邨居民投入抗爭運動，隨後更在1985年香港區議會選舉中，贏得葵涌及青衣區議會葵涌中選區議席，並將學社改組為街坊工友服務處。

### 穩守議席
街坊工友服務處在梁耀忠的領導與街工會眾的堅實支持下，街工自1995年當選立法局新九組的紡織及製衣界議員，雖未能於1997年主權移交中國的臨時立法會出任議員，但在1998年至2012年的立法會選舉均在新界西地區直選中告捷，更於2016年香港立法會選舉當選超級區議員，唯梁耀忠於當選後便引發選主席風波，令街工的立法會工作蒙上陰影。
在區議會方面，街工多年來主要服務荃灣及葵青區，並在葵青區區議會選舉中多次告捷。自1988年香港區議會選舉，梁耀忠與徐柏林均當選葵青區區議員。而自1991年「葵涌中」選區分拆後，梁耀忠與梁志成分別當選葵芳和葵興區議員。街工的區議會議席在2003年進一步擴大至四席，由梁耀忠、梁志成、尹兆堅和梁永權分別當選葵芳、葵興、石蔭和安蔭的區議員。及至2007年，黃潤達當選葵涌邨區議員，而梁耀忠、梁志成、尹兆堅均獲連任，唯梁永權失守安蔭。
街工內部有傳因梁耀忠忌才，未作出交捧準備，故與在泛民陣營中嶄露頭角的尹兆堅產生嚴重衝突，尹亦於在2008年退出街工，及後於2010年轉投民主黨。在2011年，街工區議會議席再度擴張至五席，梁錦威、周偉雄分別當選葵涌邨北和葵盛東邨區議員，而黃潤達(葵涌邨中)、梁耀忠、梁志成均獲連任。2015年，梁錦威、周偉雄、黃潤達、梁耀忠、梁志成均順利連任，穩住葵青區議會五個議席，更成為葵青區泛民最大政黨。

### 團隊撕裂
2018年，街坊工友服務處多年來的收入來源主要依靠再培訓課程及立法會議員梁耀忠與其他區議員的收入。但因收入與支出不成正比及各方意見不合，再加上傳出梁耀忠希望藉收回勞工組資源以籌備未來選舉工作，終於同年的5月1日勞動節爆發勞資糾紛，勞工組的三名幹事（包括當時以個人身分出任工黨副主席的譚亮英）聲討僱主梁耀忠。其後更發展成路線之爭，引至多名執委當中包括在因尹兆堅與梁耀忠反目轉投民主黨後，而被會眾及街坊視為唯一接班人的黃潤達在內及成員先後退會。
2018年12月，梁耀忠續以街工財困為由，解散表示支持勞工組的天晴三人團隊。
而單是2018年，共有三名區議員退出街工轉為獨立，包括年初區議員周偉雄以「無暇兼顧街工所安排的其他工作」為由退會，以及年中退會潮後退出的黃潤達、梁錦威。這使街工的區議會議席數目由五席萎縮至兩席。

### 政社分家
2018年退會潮風波過後，街坊工友服務處執委改選，新任執委暨元老蘇耀昌提出出組織未來將繼續朝「政社分家」的方向發展，並會把議會工作與社區服務分開，使街工未來即使損失議席，仍能自負盈虧地繼續勞工工作。街工亦於同年8月17日與勞工組終止僱傭關係。同時，執委重選後的新主席盧藝賢，亦表示要成為梁耀忠的線上分身，再三肯定梁耀忠的領導與路線。

## 教育服務
現時街工共設有三所教育服務中心，包括荃灣教育中心、荃灣再培訓中心、荃灣綜合服務中心，提供再培訓課程、學生託管等予區內人士。在社會福利署推薦及香港賽馬會資助下，街工於2010年5月起在葵芳邨開設互助幼兒托管中心，為居民提供廉價的幼兒托管服務。

## 社區服務
街工為葵青區區內居民，提供社區事務諮詢及投訴申訴等服務。由於街工定位基層，故此社區服務組多以照顧葵青區內公共房屋區居民為主。同時亦曾參與要求公屋減租、阻止政府賤賣公屋商場等運動。
由不同方面公屋居民及獨立社會福利人士成立的捍衛基層住屋權益聯盟，街工亦有派代表參與。
而街工亦分別在葵芳邨及葵興邨設立社區辦事處。

## 勞工服務
街工勞工服務組提供協助組織工會、勞工法例求助等保障工友權益活動；而街工旗下共有十五個工會：
- 文職、倉務及推銷從業員工會
- 管業及保安從業員工會
- 貨櫃碼頭內運司機工會
- 建築地盆
- 健康及護理服務從業員工會
- 專業家務助理協會
- 飲食業從業員協會
- 通利琴行職工會
- 環境衛生康樂文化人員協會
- 香港客貨車從業員工會
- 香港醫院合約及臨時員工總會
- 前線福利從業員工會
- 新界的士司機權益大聯盟
- 香港中醫師權益總工會
- 香港廚師聯盟

## 參與政治
街坊工友服務處早在1985年香港區議會選舉中，便派員參與區議會選舉，不過直至2003年香港區議會選舉前，僅只派員在葵青區參選。
但事實上，後來在區議會選舉中當選率高、甚至屢獲「票王」美譽，但早期街工只局限於在葵涌中選區參與並取得當時劃為雙議席選區的兩個議席，末任港督彭定康的政改方案下，因全面取消委任議席，並將悉數選區劃為單議席，自1985年起一直全面盤據的葵涌中選區，在1994年香港區議會選舉中劃分為葵興、葵芳、葵華三區，原任議員梁耀忠參選葵芳，另一議員徐柏林角逐葵華，而組織創始人劉山青本計劃角逐麗瑤選區，但最初被判定未連續居港足夠年數（因被北京當局以「反革命罪」拘禁十年）而參選無效，改派其妻唐婉清「代夫出征」，但最後徐、唐二人不敵民主黨的候選人落選（該次選舉中，葵青區的議席基於當地傳統，多數由兩名民主派政黨候選人對壘），而葵興選區因為兩名候選人均為工會代表和激進社會主義組織成員，街工未有派員角逐，最後，代表香港職工會聯盟地鐵員工協會的梁志成，擊敗由革命馬克思主義者同盟所分裂衍生，時為第四國際港澳支部的「新苗社」副總書記林致良當選，梁在當屆選舉是唯二使用職工盟作政治聯繫的候選人（另一人是後來的觀塘區議會主席蔡澤鴻），而梁在選後選擇加盟街工，直至2021年政治形勢丕變後才退出。
在2003年香港區議會選舉中，街工共派出五名候選人參選，其中在葵青區出選的梁耀忠、梁永權、尹兆堅及梁志成分別在葵芳選區、安蔭選區、石蔭選區及葵興選區當選，在葵青區議會中，以單一組織來說是第二大勢力，僅次於香港民主黨；由於街工同屬泛民主派陣營，故此葵青區是香港十八個區議會中，少數主要由民主派控制的區議會。其中梁永權同時當選葵青區議會副主席，為街工唯一一席的區議會正副主席。而在黃大仙區新蒲崗選區出選的黃兆文則落敗。
被視為街工標誌的梁耀忠，則早在1991年香港立法局選舉中，參選新界南直選，不過落敗。在1995年香港立法局選舉中，循新九組功能組別第二組紡織界當選，晉身立法局；之後在1998年、2000年及2004年香港立法會選舉中。梁耀忠均循新界西地方直選當選。
由於街工在地區工作相當穩健，故此梁耀忠參選區議會或立法會，均多次高票當選，被譽為票王。而在2003年香港區議會選舉中，由於獲得全港最高票，故此在翌年2004年香港立法會選舉中，街工名單首次加入區議員尹兆堅，以圖多勝一席，惟最後僅梁耀忠一人當選。
2013年3月21日，街坊工友服務處聯同其他香港泛民主派政黨及團體成立真普選聯盟（真普聯）。

### 2007年區議會選舉
派出五名候選人參選葵青區議會選舉，其中四人為爭取連任。最終有四人當選，當選率達80%，為泛民中當選率最高的團體，僅當時爭取連任安蔭選區，且唯一採用街工及社會民主連線聯合提名的時任葵青區議會副主席梁永權落選。但當中石蔭選區的尹兆堅在2008年11月退出街坊工友服務處。

### 2009年葵盛東邨選區補選
因原葵盛東邨選區議員、民協前副主席梁廣昌因罪成而被褫奪議席，使該區議席出缺須補選，在07年區選中曾與梁廣昌對陣的前香港人民廣播電台及myradio節目監制/主持周偉雄加入街工參與是次補選，最終以不足一百票之差敗給以獨立人士身份出選，但選後恢復民建聯黨籍的賴芬芳。

### 2011年區議會選舉
是次選舉，街工除派出五名候選人在葵青區參選，包括執行監督梁耀忠與梁志成、黃潤達爭取在葵芳選區、葵興選區及葵涌邨中選區連任，另有前香港人網主持周偉雄參選葵盛東邨選區及社區幹事梁錦威參選葵涌邨北選區，更派出幹事王竣達參選元朗區晴景選區。葵青五人全部當選，元朗一人落敗，全港最高當選率的泛民政黨。

### 2015年區議會選舉
是次選舉，街工共派出六名候選人在葵青區參選，除了五名時任區議員爭取連任外，更派出註冊社工梁靜珊參選葵盛西邨選區。最終，在親建制派重點追擊及全力動員下，泛民主派在本屆葵青區議會選舉失利，不過街工五名現任區議員依然成功連任，而參選葵盛西邨選區的梁靜珊則挑戰失敗。由於民主黨在葵青區失利，街工成為葵青區議會內最大的泛民政黨。

### 2016年立法會選舉
是次選舉，街工共派出兩條名單四名候選人參選新界西及超級區議會，分別為新界西1號黃潤達名單（黃潤達、梁靜珊、周偉雄）及超區808號梁耀忠。街工以「基層自主　共抗霸權」作口號，政綱包括但不限於立法標準工時，落實租務管制，全民退休保障，雙普選，取消強積金對沖機制等民生議題。

### 2019年區議會選舉
是次選舉，街工共派出三名候選人在葵青區參選，除了兩名時任區議員爭取連任外，上屆落敗的梁靜珊再次參選葵盛西邨選區。另外亦派出何惠彬出選元朗天耀選區。最終，兩名現任區議員成功連任，梁靜珊及何惠彬亦成功當選，令街工首次突破葵青區。2020年6月，元朗區議員何惠彬因不滿街工不保證遵守民主派初選協議，宣佈退出街工。

### 2020年立法會選舉
是次選舉，街工派出一條名單四名候選人參選新界西，名單候選人依次為盧藝賢、梁耀忠、梁志成、梁靜珊。街工為爭取民主派議席過半，亦曾表示會參與2020年香港立法會選舉民主派初選，但不會遵守協議在初選落敗後退選。惟此舉引來其他民主派反彈，新界西初選協調會直指街工已破壞初選公信力，理應喪失初選資格，各協調會成員將杯葛所有街工參與的初選機制。原屬街工的元朗區議員何惠彬因不滿街工不保證遵守民主派初選協議，6月20日在 Facebook 宣佈退出街工，他批評街工「彈弓手」，是純粹利益計算，置協議於不顧。然而，其後公佈的初選核實名單未見街工名單候選人，顯示其並沒有報名初選。最終街工於6月28日宣佈不參選本次選舉。

## 議員

### 立法會議員
| 界別     | 選區           | 姓名     | 1995-1997 | 1998-2000 | 2000-2004 | 2004-2008 | 2008-2012 | 2012-2016 | 2016-2020 | 備註 |
| -------- | -------------- | -------- | --------- | --------- | --------- | --------- | --------- | --------- | --------- | ---- |
| 地方選區 | 新界西         | 梁耀忠   |           |           |           |           |           |           |           |      |
| 功能界別 | 紡織及製衣界   | 梁耀忠   |           |           |           |           |           |           |           |      |
| 功能界別 | 區議會（第二） | 梁耀忠   |           |           |           |           |           |           |           |      |
| 所得議席 | 所得議席       | 所得議席 | 1         | 1         | 1         | 1         | 1         | 1         | 1         |      |

### 區議員
截止2021年6月，街坊工友服務處在區議會沒有任何議席。
以下區議員已退出街工：
| 區議會 | 代號 | 選區     | 姓名   | 備註          |
| ------ | ---- | -------- | ------ | ------------- |
| 葵青區 | S02  | 葵盛東邨 | 周偉雄 | 2018年1月退出 |
| 葵青區 | S05  | 葵涌邨北 | 梁錦威 | 2018年7月退出 |
| 葵青區 | S06  | 葵涌邨南 | 黃潤達 | 2018年7月退出 |
| 葵青區 | S01  | 葵興     | 梁志成 | 2021年6月退出 |
| 葵青區 | S20  | 葵盛西邨 | 梁靜珊 | 2021年6月退出 |
| 元朗區 | M19  | 天耀     | 何惠彬 | 2020年6月退出 |

## 選舉

### 立法會選舉
| 選舉 | 民選得票 | 民選得票比例 | 地方選區議席 | 功能界別議席 | 總議席 | +/- |
| 1998 | 38,627   | 2.61%        | 1            | 0            | 1 / 60 | 0 ━ |
| 2000 | 59,348 ▲ | 4.50% ▲      | 1            | 0            | 1 / 60 | 0 ━ |
| 2004 | 59,033 ▼ | 3.33% ▼      | 1            | 0            | 1 / 60 | 0 ━ |
| 2008 | 42,441 ▼ | 2.80% ▼      | 1            | 0            | 1 / 60 | 0 ━ |
| 2012 | 43,799 ▲ | 2.42% ▼      | 1            | 0            | 1 / 70 | 0 ━ |
| 2016 | 20,974 ▼ | 0.95% ▼      | 0            | 1            | 1 / 70 | 0 ━ |

### 區議會選舉
| 選舉 | 民選得票 | 民選得票比例 | 民選議席 | 委任議席 | 當然議席 | 總議席  | +/- |
| 1991 | 5,978    | 1.12%        | 2        | 0        | 0        | 2 / 441 | 2 ▲ |
| 1994 | 859 ▼    | 0.13% ▼      | 1        | 不適用   | 0        | 1 / 373 | 1 ▼ |
| 1999 | 3,295 ▲  | 0.41% ▲      | 2        | 0        | 0        | 2 / 519 | 1 ▲ |
| 2003 | 14,146 ▲ | 1.35% ▲      | 4        | 0        | 0        | 4 / 529 | 2 ▲ |
| 2007 | 12,565 ▼ | 1.10% ▼      | 4        | 0        | 0        | 4 / 534 | 0 ━ |
| 2011 | 14,364 ▲ | 1.22% ▲      | 5        | 0        | 0        | 5 / 507 | 1 ▲ |
| 2015 | 16,105 ▲ | 1.11% ▼      | 5        | 不適用   | 0        | 5 / 458 | 0 ━ |
| 2019 | 16,176 ▲ | 0.55% ▼      | 4        | 不適用   | 0        | 4 / 452 | 1 ▼ |

### 已停止舉辦的選舉

#### 立法局選舉
| 選舉 | 民選得票 | 民選得票比例 | 地方選區議席 | 功能界別議席 | 總議席 | +/- |
| 1995 | 0        | 0.00%        | 0            | 1            | 1 / 60 | 1 ▲ |

## 外部連結
- 街坊工友服務處網頁（页面存档备份，存于）
- 梁耀忠個人網頁
- 長毛梁耀忠為總辭互罵-香港文匯報（页面存档备份，存于）
- 分析梁耀忠不支持五區總辭的原因（页面存档备份，存于）